# Okręg Tulon
Okręg Tulon (fr. Arrondissement de Toulon) – okręg w południowo-wschodniej Francji. Populacja wynosi 527 tysięcy.

## Podział administracyjny
W skład okręgu wchodzą następujące kantony:
- Beausset,
- Collobrières,
- Crau,
- Cuers,
- Garde,
- Hyères-Est,
- Hyères-Ouest,
- Ollioules,
- Saint-Mandrier-sur-Mer,
- Seyne-sur-Mer,
- Six-Fours-les-Plages,
- Solliès-Pont,
- Tulon-1,
- Tulon-2,
- Tulon-3,
- Tulon-4,
- Tulon-5,
- Tulon-6,
- Tulon-7,
- Tulon-8,
- Tulon-9,
- Valette-du-Var.